# Foot Ball Club Torino 1935-1936
Questa voce raccoglie le informazioni riguardanti il Foot Ball Club Torino nelle competizioni ufficiali della stagione 1935-1936.

## Stagione

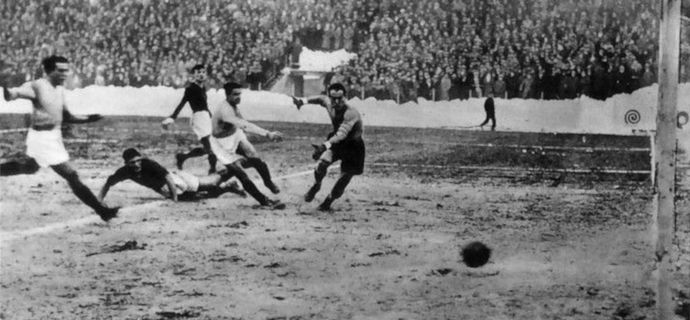
L'interno Pietro Buscaglia, miglior marcatore stagionale dei granata, cerca il gol contro il Bologna nella sfida di campionato del 15 dicembre 1935 al Filadelfia (0-0).

Nella stagione 1935-1936 il Torino disputò il campionato di Serie A.

## Divise
| 1ª divisa |

## Organigramma societario
Area direttiva
- Presidente: Giovan Battista Cuniberti

Area tecnica
- Allenatore: Tony Cargnelli

## Rosa
| N. |                   | Ruolo | Calciatore             |
| -- | ----------------- | ----- | ---------------------- |
|    | Italia (bandiera) | P     | Vincenzo Bosia         |
|    | Italia (bandiera) | P     | Giuseppe Maina         |
|    | Italia (bandiera) | D     | Luigi Brunella         |
|    | Italia (bandiera) | D     | Osvaldo Ferrini        |
|    | Italia (bandiera) | D     | Cesare Martin (II)     |
|    | Italia (bandiera) | D     | Mario Zanello          |
|    | Italia (bandiera) | C     | Federico Allasio       |
|    | Italia (bandiera) | C     | Carlo Azzimonti        |
|    | Italia (bandiera) | C     | Fioravante Baldi (III) |
|    | Italia (bandiera) | C     | Pietro Buscaglia       |
|    | Italia (bandiera) | C     | Giacinto Ellena        |
|    | Italia (bandiera) | C     | Cesare Gallea          |

| N. |                   | Ruolo | Calciatore          |
| -- | ----------------- | ----- | ------------------- |
|    | Italia (bandiera) | C     | Antonio Janni       |
|    | Italia (bandiera) | C     | Mario Manfredi      |
|    | Italia (bandiera) | A     | Mario Bo            |
|    | Italia (bandiera) | A     | Remo Galli (II)     |
|    | Italia (bandiera) | A     | Enrico Gereschi     |
|    | Italia (bandiera) | A     | Alessandro Lattuada |
|    | Italia (bandiera) | A     | Filippo Prato       |
|    | Italia (bandiera) | A     | Onesto Silano       |
|    | Italia (bandiera) | A     | Attilio Sudati      |
|    | Italia (bandiera) | A     | Oberdan Ussello     |
|    | Italia (bandiera) | A     | Raffaele Vallone    |

## Risultati

### Serie A

#### Girone di andata
| Arbitro: | Scorzoni (Bologna) |

|               |           |  |
| D'Alberto 41’ | Marcatori |  |

| Arbitro: | Bevilacqua (Viareggio) |

|                         |           |                           |
| Galli II 26’ Silano 49’ | Marcatori | 28’ Varglien II 32’ Monti |

| Arbitro: | Ciamberlini (Genova) |

|                           |           |                               |
| Bianchi 7’ Schiavetta 61’ | Marcatori | 48’ Allasio 56’ (rig.) Silano |

| Arbitro: | Dattilo (Roma) |

|                                                    |           |                                    |
| Baldi III 21’, 57’ Buscaglia 37’ Silano 66’ Bo 81’ | Marcatori | 7’ Busidoni 54’ Colaussi 83’ Rocco |

| Arbitro: | Mastellari (Bologna) |

|  |           |            |
|  | Marcatori | 79’ Silano |

| Arbitro: | Bonivento (Venezia) |

|                                                            |           |  |
| Baldi III 26’ Sudati 28’ Silano 33’ (rig.), 45’ Ellena 40’ | Marcatori |  |

| Arbitro: | Caironi (Milano) |

|  |           |            |
|  | Marcatori | 41’ Sudati |

| Arbitro: | Conticini (Firenze) |

|                           |           |  |
| Baldi III 27’ Bo 54’, 57’ | Marcatori |  |

| Arbitro: | Scotto (Savona) |

|  |           |                      |
|  | Marcatori | 18’ Silano 62’ Janni |

| Arbitro: | Barlassina (Novara) |

|  |           |                           |
|  | Marcatori | 20’ Bisigato 66’ Visentin |

| Torino 15 dicembre 1935, ore 14:30 UTC+1 11ª giornata | Torino                 | 0 – 0 | Bologna | Stadio Filadelfia\| Arbitro: \| Bevilacqua (Viareggio) \| |
| Arbitro:                                              | Bevilacqua (Viareggio) |       |         |                                                           |

| Arbitro: | Dattilo (Roma) |

|  |           |                         |
|  | Marcatori | 9’ Buscaglia 64’ Silano |

| Arbitro: | Scorzoni (Bologna) |

|                                   |           |                                      |
| Bo 9’ Baldi III 85’ Buscaglia 87’ | Marcatori | 3’ De Vincenzi 4’ Meazza 54’ Ferrari |

| Arbitro: | Turbiani (Ferrara) |

|                                                  |           |  |
| Buscaglia 29’, 54’ Galli II 50’ Bo 62’ Prato 89’ | Marcatori |  |

| Arbitro: | Caironi (Milano) |

|                    |           |  |
| Costantino 7’, 12’ | Marcatori |  |

#### Girone di ritorno
| Arbitro: | Turbiani (Ferrara) |

|       |           |  |
| Bo 6’ | Marcatori |  |

| Arbitro: | Ciamberlini (Genova) |

|                      |           |        |
| Gabetto 7’ Cason 41’ | Marcatori | 26’ Bo |

| Arbitro: | Sassi (Roma) |

|                     |           |  |
| Bo 45’ Galli II 65’ | Marcatori |  |

| Arbitro: | Gianelli (Genova) |

|                        |           |  |
| Rocco 23’ Colaussi 82’ | Marcatori |  |

| Arbitro: | Dattilo (Roma) |

|                    |           |                |
| Baldi III 47’, 50’ | Marcatori | 25’ Arcari III |

| Arbitro: | Pizziolo (Firenze) |

|  |           |        |
|  | Marcatori | 58’ Bo |

| Arbitro: | Saracini (Ancona) |

|               |           |  |
| Baldi III 53’ | Marcatori |  |

| Arbitro: | Bevilacqua (Viareggio) |

|                  |           |  |
| Peretti 15’, 75’ | Marcatori |  |

| Arbitro: | Dattilo (Roma) |

|               |           |  |
| Baldi III 55’ | Marcatori |  |

| Arbitro: | Ciamberlini (Genova) |

|            |           |              |
| Uneddu 60’ | Marcatori | 41’ Galli II |

| Arbitro: | Barlassina (Novara) |

|                                |           |  |
| Reguzzoni 62’ (rig.) Maini 65’ | Marcatori |  |

| Arbitro: | Gonani (Ravenna) |

|                                                 |           |                                          |
| Silano 16’ (rig.) Bo 24’ Galli II 53’ Prato 84’ | Marcatori | 12’ Ciferri 37’ Esposto 79’, 90’ Agosteo |

| Arbitro: | Saracini (Ancona) |

|                                                    |           |  |
| De Vincenzi 32’ Ferrari 35’ Meazza 37’ Demaría 64’ | Marcatori |  |

| Arbitro: | Scotto (Savona) |

|  |           |                           |
|  | Marcatori | 52’ Buscaglia 62’ Ussello |

| Arbitro: | Bevilacqua (Viareggio) |

|                          |           |  |
| Silano 23’ Buscaglia 28’ | Marcatori |  |

### Coppa Italia

#### Sedicesimi di finale
| Arbitro: | Gondola (Fiume) |

|                  |           |  |
| Ussello 61’, 83’ | Marcatori |  |

#### Ottavi di finale
| Arbitro: | Mastellari (Bologna) |

|                                                                   |           |                                 |
| Buscaglia 20’, 29’, 39’, 55’, 56’, 70’ Baldi III 31’ Galli II 63’ | Marcatori | 68’ (aut.) Ferrini 87’ Nicolosi |

#### Quarti di finale
| Arbitro: | Gianelli (Genova) |

|                                          |           |                         |
| Galli II 15’, 102’ Bo 49’ Buscaglia 108’ | Marcatori | 76’ Zennaro 79’ Gravisi |

#### Semifinale
| Arbitro: | Galeati (Bologna) |

|                      |           |  |
| Prato 74’ Silano 88’ | Marcatori |  |

#### Finale
| Arbitro: | Mastellari (Bologna) |

|                                                |           |              |
| Galli II 7’, 70’ Silano 20’, 78’ Buscaglia 57’ | Marcatori | 16’ Riccardi |

### Coppa dell'Europa Centrale

#### Turno preliminare
| Arbitro: | Iváncsics |

|              |           |                                              |
| Billeter 62’ | Marcatori | 5’ Baldi III 35’, 73’ Galli II 89’ Buscaglia |

| Arbitro: | Rosemberger |

|                                                                      |           |                     |
| Bo 13’ Buscaglia 25’, 84’ Galli II 64’ Baldi III 69’, 76’ Silano 88’ | Marcatori | 59’ (aut.) Brunella |

#### Ottavi di finale
| Arbitro: | Bizik |

|                          |           |  |
| Buscaglia 30’ Silano 51’ | Marcatori |  |

| Arbitro: | Pfüntzer |

|                                                                     |           |  |
| Kocsis 12’ (rig.) Vincze 55’, 85’ Pusztai 68’ Zsengellér 81’ (rig.) | Marcatori |  |

## Statistiche

### Statistiche di squadra
| Competizione               | Punti | In casa | In casa | In casa | In casa | In casa | In casa | In trasferta | In trasferta | In trasferta | In trasferta | In trasferta | In trasferta | Totale | Totale | Totale | Totale | Totale | Totale | DR  |
| Competizione               | Punti | G       | V       | N       | P       | Gf      | Gs      | G            | V            | N            | P            | Gf           | Gs           | G      | V      | N      | P      | Gf     | Gs     | DR  |
| -------------------------- | ----- | ------- | ------- | ------- | ------- | ------- | ------- | ------------ | ------------ | ------------ | ------------ | ------------ | ------------ | ------ | ------ | ------ | ------ | ------ | ------ | --- |
| Serie A                    | 38    | 15      | 10      | 4       | 1       | 36      | 15      | 15           | 6            | 2            | 7            | 13           | 18           | 30     | 16     | 6      | 8      | 49     | 33     | +16 |
| Coppa Italia               | -     | 4       | 4       | 0       | 0       | 16      | 4       | 1            | 1            | 0            | 0            | 5            | 1            | 5      | 5      | 0      | 0      | 21     | 5      | +16 |
| Coppa dell'Europa Centrale | -     | 2       | 2       | 0       | 0       | 9       | 1       | 2            | 1            | 0            | 1            | 4            | 6            | 4      | 3      | 0      | 1      | 13     | 7      | +6  |
| Totale                     | -     | 21      | 16      | 4       | 1       | 61      | 20      | 18           | 8            | 2            | 8            | 22           | 25           | 39     | 24     | 6      | 9      | 83     | 45     | +38 |

### Statistiche dei giocatori[3]
| Giocatore      | Serie A  | Serie A | Coppa Italia | Coppa Italia | Coppa dell'Europa Centrale | Coppa dell'Europa Centrale | Totale   | Totale |
| Giocatore      | Presenze | Reti    | Presenze     | Reti         | Presenze                   | Reti                       | Presenze | Reti   |
| -------------- | -------- | ------- | ------------ | ------------ | -------------------------- | -------------------------- | -------- | ------ |
| F. Allasio     | 14       | 1       | 3            | 0            | 1                          | 0                          | 18       | 1      |
| C. Azzimonti   | 9        | 0       | 1            | 0            | -                          | -                          | 10       | 0      |
| F. Baldi (III) | 25       | 9       | 3            | 1            | 4                          | 3                          | 32       | 13     |
| M. Bo          | 23       | 10      | 4            | 1            | 4                          | 1                          | 31       | 12     |
| V. Bosia       | 10       | -12     | 2            | -2           | -                          | -                          | 12       | -14    |
| L. Brunella    | 11       | 0       | 5            | 0            | 4                          | 0                          | 20       | 0      |
| P. Buscaglia   | 25       | 7       | 4            | 8            | 4                          | 4                          | 33       | 19     |
| G. Ellena      | 23       | 1       | 1            | 0            | -                          | -                          | 24       | 1      |
| O. Ferrini     | 29       | 0       | 4            | 0            | 4                          | 0                          | 37       | 0      |
| C. Gallea      | 5        | 0       | 3            | 0            | 4                          | 0                          | 12       | 0      |
| R. Galli (II)  | 19       | 5       | 4            | 5            | 4                          | 3                          | 27       | 13     |
| E. Gereschi    | 1        | 0       | 1            | 0            | -                          | -                          | 2        | 0      |
| A. Janni       | 20       | 1       | 3            | 0            | 3                          | 0                          | 26       | 1      |
| A. Lattuada    | 1        | 0       | 1            | 0            | -                          | -                          | 2        | 0      |
| G. Maina       | 20       | -21     | 3            | -3           | 4                          | -7                         | 27       | -31    |
| M. Manfredi    | 1        | 0       | -            | -            | -                          | -                          | 1        | 0      |
| C. Martin (II) | -        | -       | 1            | 0            | -                          | -                          | 1        | 0      |
| F. Prato       | 29       | 2       | 4            | 1            | 4                          | 0                          | 37       | 3      |
| O. Silano      | 29       | 10      | 4            | 3            | 4                          | 2                          | 37       | 15     |
| A. Sudati      | 15       | 2       | 1            | 0            | -                          | -                          | 16       | 2      |
| O. Ussello     | 1        | 1       | 2            | 2            | -                          | -                          | 3        | 3      |
| R. Vallone     | 1        | 0       | 1            | 0            | -                          | -                          | 2        | 0      |
| M. Zanello     | 19       | 0       | -            | -            | -                          | -                          | 19       | 0      |